# 威廉·钱伯斯
威廉·钱伯斯爵士 RA（1723年2月23日—1796年3月10日），苏格兰建筑师、造园家。

## 生平
1723年生于瑞典哥德堡的一個蘇格蘭商人家庭。1740年至1749年间，威钱伯斯在瑞典东印度公司工作期间，曾三度往中国旅行，研究中国建筑和中国园林艺术。1749年到法国巴黎学习建筑学，随后又到意大利进修建筑学五年。1755年返回英国创立一家建筑师事务所。后被任命为威尔斯亲王的建筑顾问，为威尔斯王妃奥古思塔在伦敦西南的邱園建造中国式塔、桥等建筑物。1757年钱伯斯出版的《中国房屋设计》是欧洲第一部介绍中国园林的专著，对中国园林在英国以至欧洲的流行起重要作用。
钱伯斯设计、建造的建筑物保存至今的有：
- 伦敦邱園中的中国式塔
- 伦敦黑石南宝塔园的中国式塔。

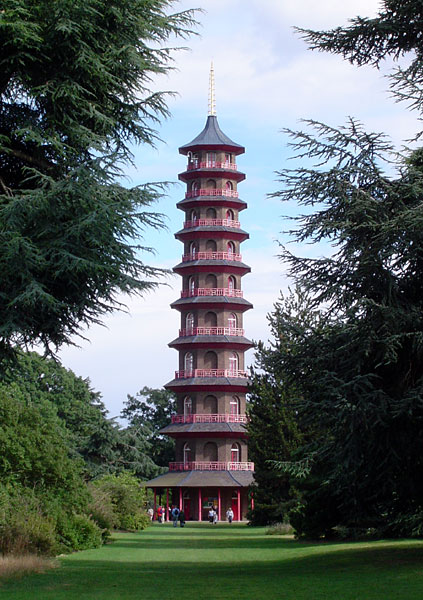
伦敦邱园中国式塔

- 为布克留公爵、公爵夫人建造的三层中国式楼阁。
- 伦敦萨默塞特府
- 都柏林三一学院小教堂和剧院

1759年著《土木工程论》
1773年著《论东方园林》
1796年钱伯斯在伦敦逝世，葬于诗人角。

## 著作
- Designs of Chinese buildings. (London 1757)
- Treatise on civil architecture. (London 1759)
- Plans, elevations, section and perspectives of the garden and building at Kew in Surrey. (London 1763)
- A Dissertation on Oriental Gardening,Chambers, Sir William,Dublin,1773

## 外部連接
- 威廉·钱伯斯的作品  - 古騰堡計劃
- 互联网档案馆中威廉·钱伯斯的作品或与之相关的作品